# Ghosts Again
Ghosts Again este o melodie a trupei britanice Depeche Mode, lansată ca single în anul 2023. Acesta este primul single de pe cel de-al 15-lea album de studio al trupei, Memento Mori. Este prima lansare a trupei după decesul unuia dintre membrii fondatori, Andy Fletcher în mai 2022.

## Videoclip
Videoclipul a fost lansat la 9 februarie 2023. A fost regizat de Anton Corbijn, colaborator vechi al trupei pe partea vizuală. Povestea se concentrează pe Gore și Gahan care pun în scenă un meci de șah contra Morții, asemănător cu cel din filmul A șaptea pecete (1957) regizat de Ingmar Bergman. Imaginile alterează cu scene ale celor doi membri ai trupei interpretând melodia într-un cimitir.

## Lista trackurilor
| Digital download and 7″ |                |         |  |
| Nr.                     | Titlu          | Lungime |  |
| 1.                      | „Ghosts Again” | 3:58    |  |

| German 7″ |                           |         |  |
| Nr.       | Titlu                     | Lungime |  |
| 1.        | „Ghosts Again”            | 3:58    |  |
| 2.        | „Never Let Me Down Again” | 4:20    |  |